# Полярные Зори
Поля́рные Зо́ри — город (с 1991) в Мурманской области России. Административный центр муниципального округа город Полярные Зори. Возле города находится Кольская АЭС.
Население — 14 078 чел. (2023).

## География
Город расположен на берегу реки Нива и озера Пинозеро, в 224 км от Мурманска. Ближайшие населённые пункты Зашеек (3 км), Пинозеро (4 км), Нивский (8 км) и Африканда-1, 2 (16 и 13 км). Город окружён территорией Зашейковского лесничества. Полярные Зори являются одним из самых северных городов, в которых не наблюдается полярной ночи. Самый короткий день (22 декабря) в Полярных Зорях продолжается 21 минуту.

В Полярных Зорях климат холодно-умеренный. Значительное количество осадков, даже в сухие месяцы. По классификации климатов Кёппена — субарктический климат (индекс Dfc) с равномерным увлажнением, коротким прохладным летом и очень холодной зимой.
| Показатель                     | Янв.  | Фев.  | Март  | Апр. | Май  | Июнь | Июль | Авг. | Сен. | Окт. | Нояб. | Дек.  | Год  |
| ------------------------------ | ----- | ----- | ----- | ---- | ---- | ---- | ---- | ---- | ---- | ---- | ----- | ----- | ---- |
| Средний суточный максимум, °C  | −9,6  | −9,5  | −4,1  | 1,2  | 7,5  | 14,6 | 17,9 | 15,4 | 9,2  | 2,5  | −3,3  | −7,6  | 3,0  |
| Средняя температура, °C        | −13,7 | −13,7 | −8,5  | −2,9 | 3,4  | 9,9  | 13,1 | 11,1 | 5,8  | −0,2 | −6,4  | −11,3 | −1,1 |
| Средний суточный минимум, °C   | −17,8 | −17,9 | −12,8 | −7   | −0,7 | 5,2  | 8,4  | 6,8  | 2,4  | −2,8 | −9,5  | −15   | −4,8 |
| Норма осадков, мм              | 36    | 27    | 31    | 28   | 39   | 53   | 68   | 65   | 60   | 54   | 47    | 37    | 545  |
| Источник: Климат Полярных Зорь |       |       |       |      |      |      |      |      |      |      |       |       |      |

## История

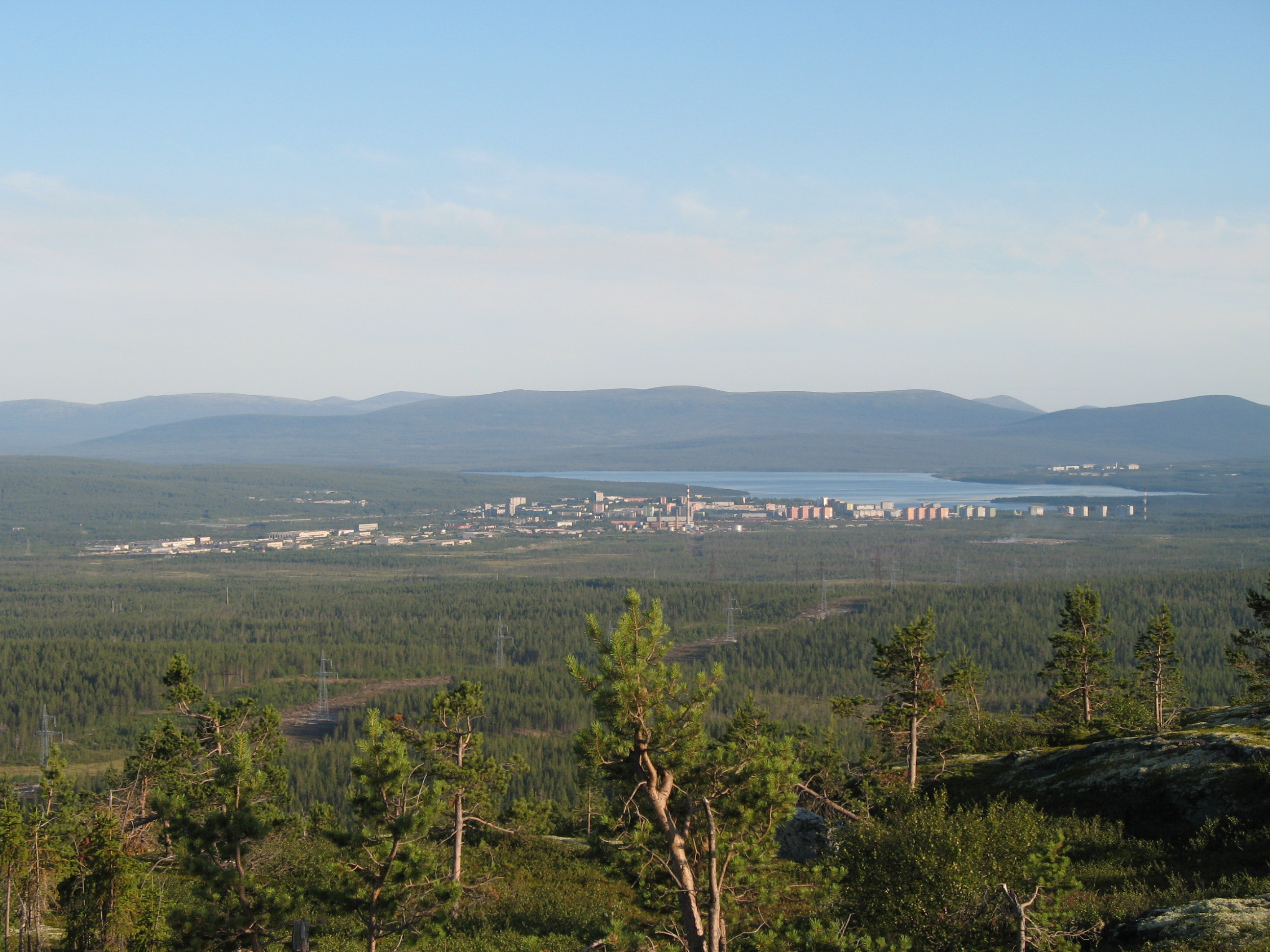
Панорама города Полярные Зори, 2009 год

Строительство города было начато в 1964 году в связи с началом строительства Кольской АЭС. Город начали строить рядом с рабочим посёлком Зашеек, как населённый пункт для строителей атомной станции. Первый жилой дом был сдан в октябре 1967 года.
Населённый пункт Полярные Зори был включён в учётные данные и получил статус рабочего посёлка решением Мурманского облисполкома № 640 от 20 декабря 1973 года.
Статус города областного подчинения был присвоен Указом Президиума Верховного Совета РСФСР от 22 апреля 1991 года. Ранее посёлок и прилежащая территория подчинялись городскому совету города Апатиты.
Начальником управления строительства, фактически основателем города Полярные Зори и Кольской АЭС был Александр Степанович Андрушечко.
В 2024 году город был включен в перечень опорных населенных пунктов Арктической зоны, которые являются базой для реализации экономических и инфраструктурных проектов, т.к. при Кольской атомной электростанции планируется создание технологической площадки с развитой сетевой и транспортной инфраструктурой на строительстве которой собираются применять передовые отечественные технологии, российское оборудование и материалы .

## Население
| 1979    | 1989    | 1996    | 1998    | 2000    | 2001    | 2002    | 2003    | 2005    |
| ------- | ------- | ------- | ------- | ------- | ------- | ------- | ------- | ------- |
| 11 409  | ↗19 428 | ↘17 300 | ↘17 000 | ↘16 700 | ↘16 600 | ↘15 910 | ↘15 900 | →15 900 |
| 2006    | 2007    | 2008    | 2009    | 2010    | 2011    | 2012    | 2013    | 2014    |
| ↘15 700 | ↘15 600 | ↘15 500 | ↘15 352 | ↘15 096 | ↘15 075 | ↘14 982 | ↗15 005 | ↘14 936 |
| 2015    | 2016    | 2017    | 2018    | 2019    | 2020    | 2021    | 2023    |         |
| ↘14 853 | ↘14 794 | ↘14 644 | ↘14 421 | ↘14 389 | ↘14 196 | ↘14 146 | ↘14 078 |         |

На 1 января 2025 года по численности населения город находился на 804-м месте из 1124 городов Российской Федерации.
Численность населения, проживающего на территории населённого пункта, по данным Всероссийской переписи населения 2010 года составляет 15096 человек, из них 7175 мужчин (47,5 %) и 7921 женщина (52,5 %).
Национальный состав
По итогам переписи населения 2020 года проживали следующие национальности (национальности менее 0,1 % и другое, см. в сноске к строке «Другие»):
| Национальность | Численность, чел. | Доля     |
| -------------- | ----------------- | -------- |
| Русские        | 10 571            | 74,73 %  |
| Украинцы       | 212               | 1,50 %   |
| Белорусы       | 118               | 0,83 %   |
| Татары         | 63                | 0,45 %   |
| Азербайджанцы  | 37                | 0,26 %   |
| Армяне         | 37                | 0,26 %   |
| Узбеки         | 23                | 0,16 %   |
| Карелы         | 22                | 0,16 %   |
| Мордва         | 20                | 0,14 %   |
| Чуваши         | 19                | 0,13 %   |
| Марийцы        | 15                | 0,11 %   |
| Другие         | 3009              | 21,27 %  |
| Итого          | 14 146            | 100,00 % |

## Предприятия
Градообразующим предприятием является Кольская АЭС, на которой работают около 2000 человек. На работе в муниципальных предприятиях занято около тысячи человек.
Также в городе действуют Нива ГЭС-1 (26 МВт), ОАО «Атомэнергоремонт», ООО «КАЭС-Авто», Кольская Электромонтажная Компания «ГЭМ», электрическая (на 54 МВт) и мазутная котельные, медико-санитарная часть № 118 ФМБА России, отделение Сбербанка, несколько супермаркетов, а также другие фирмы и предприятия.

## Инфраструктура

### Культура
Культурно-досуговые учреждения — 3 (МБУК ГДК г. Полярные Зори, МБУК ЦБС г. Полярные Зори, МБУК ДК н.п. Африканда с филиалом КДЦ н.п. Зашеек). Число клубных формирований на 01.01.2019 — 45 ед. 9 творческих коллективов имеют почётное звание «народный», 1 коллектив — «образцовый».
Учреждения дополнительного образования — 2 (МБУ ДО "ДШИ г. Полярные Зори, МБУ ДО "ДШИ н.п. Африканда).
Транспорт
В городе развито таксомоторное сообщение. Проезд на Кольскую АЭС и горнолыжный комплекс «Салма» осуществляется автобусами предприятия ОАО «КАЭС-АВТО». Основная автодорожная магистраль, связывающая город с остальной страной — E 105-М18, проходит в полукилометре от городской черты. Для пригородного сообщения используется электропоезд Кандалакша — Полярные Зори — Апатиты, в городе имеется железнодорожная станция. Ближайший аэропорт Хибины.

### Связь
В городе работают несколько операторов сотовой связи GSM: Мегафон, МТС, Билайн, Tele2. Все операторы предоставляют услуги мобильного интернета. Проводную связь предоставляет Мурманский филиал ОАО «Ростелеком» (ранее Мурманский филиал ОАО «СЗТ»), в том числе услуги ШПД в Интернет по технологиям ADSL и FTTx. До города проложен волоконно-оптический кабель МЭЛС (1 Гбит/с). Интернет в городе предоставляют 2 провайдера: ОАО «Ростелеком» и сеть кабельного телевидения, а также провайдер «Релант».

## Туризм

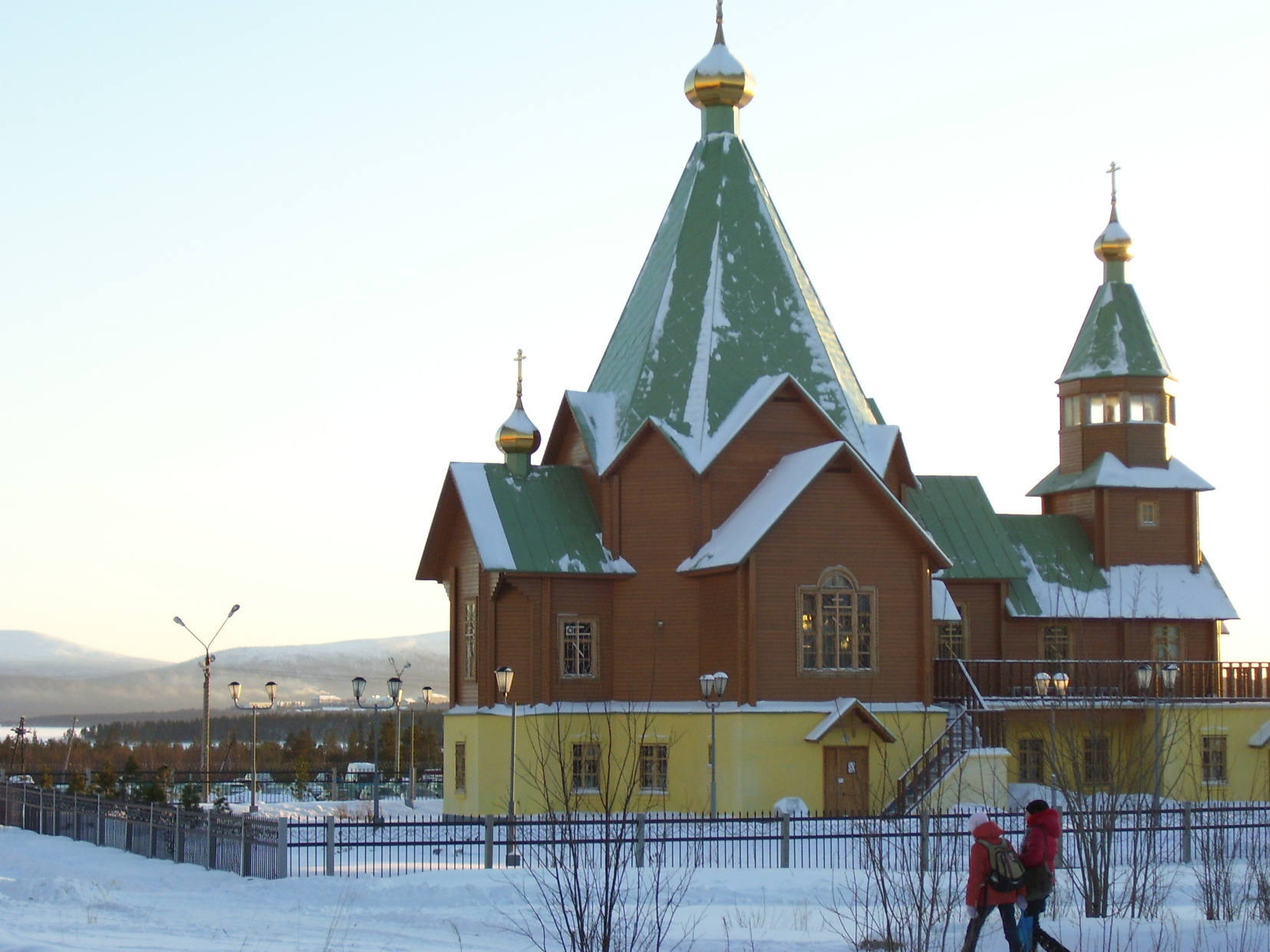
Церковь

В городе имеется Ледовый дворец, горнолыжный комплекс на «Салма», освещённая лыжная трасса, плавательный бассейн, развлекательные центры, кафе и рестораны. Действуют 3 гостиницы: «Нивские берега», «Пиренга» и «Зори».
На горнолыжном комплексе в Полярных Зорях неоднократно проводились всероссийские соревнования горнолыжников, включая старты чемпионата России 2011, 2012, 2014 и 2016 годов.

## Политика

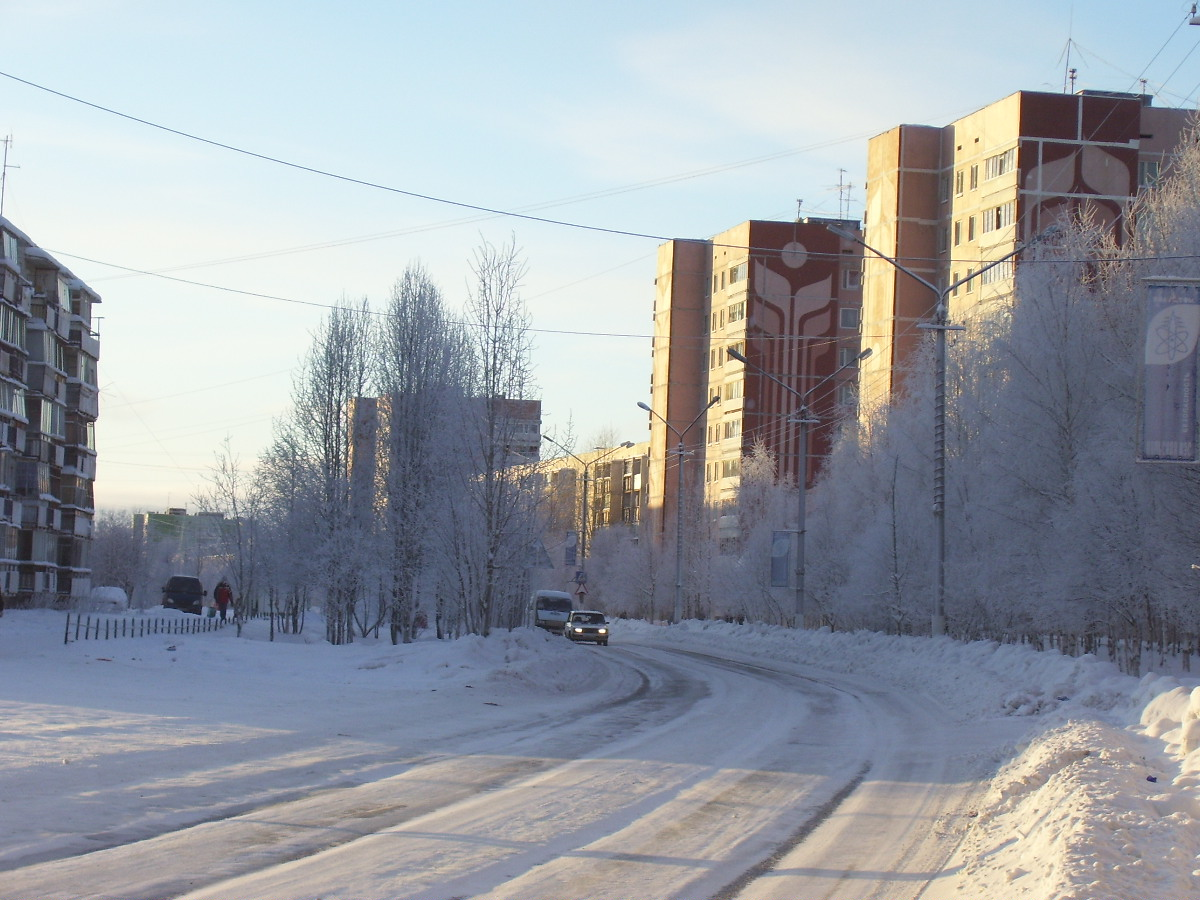
Улица Ломоносова

Первым главой администрации города Полярные Зори был Александр Валентинович Антропов, ранее занимавший должность председателя Исполнительного комитета Полярнозоринского поселкового Совета депутатов трудящихся. В должности главы администрации он работал с 12.12.1991 по 19.10.1994.
Руководители местной администрации:
- Людмила Александровна Чистова, глава администрации с 22.11.1994 по 04.03.1998
- Валерий Михайлович Миронов, глава муниципального образования город Полярные Зори с подведомственной территорией с 17.06.1998 по 14.12.2001.
- Владимир Лукич Гончаренко, глава муниципального образования город Полярные Зори с подведомственной территорией с 15.12.2001 по 25.11.2005.
- Николай Николаевич Голдобин, глава муниципального образования город Полярные Зори с подведомственной территорией с 25.11.2005 по 31.07.2013.
- Максим Олегович Пухов, избран главой муниципального образования город Полярные Зори с подведомственной территорией в ноябре 2013 года, переизбран 19.11.2018; 16.10.2024 года перешёл на другую работу[29].
- Семичев Вячеслав Николаевич — заместитель главы, и. о. главы по состоянию на ноябрь 2024 года.
- Максим Николаевич Ченгаев. Избран главой муниципального образования город Полярные Зори с подведомственной территорией 19.02.2025[30]

## Город в искусстве
Город Полярные Зори встречается в романах Андрея Буторина «Север», «Осада рая» и «Дочь небесного духа» из проекта «Вселенная Метро 2033», а также упоминается в оригинальных романах Дмитрия Глуховского «Метро 2034» и «Метро 2035», как мифический город, в котором осталась цивилизация, благодаря электричеству Кольской АЭС.
В 1978 г. режиссёром Бортко В. В. был снят художественный фильм «Комиссия по расследованию». Натурные съёмки производились на Кольской АЭС и в тогда ещё посёлке Полярные Зори, а также в г. Кировске.

## Известные люди
- Марина Сергина — российская хоккеистка, нападающий.
- Иван Ершов — российский футболист, защитник.
- Самусенко, Павел -российский пловец.

## Города-побратимы
- Салла (Финляндия) (с января 2010 года)
- в августе 2018 года подписан меморандум о сотрудничестве с чешским городом Дукованы.
- Муонио (Финляндия)
- Каликс (Швеция)
- Эстхаммар (Швеция)